# Qualea moriboomii
Qualea moriboomii är en tvåhjärtbladig växtart som beskrevs av L. Marcano-berti. Qualea moriboomii ingår i släktet Qualea och familjen Vochysiaceae. Inga underarter finns listade i Catalogue of Life.